# Mata Grande
Mata Grande là một đô thị thuộc bang Alagoas, Brasil. Đô thị này có diện tích 908,26 km², dân số năm 2007 là 24338 người, mật độ 26,8 người/km².